# Murtas
Murtas là một đô thị trong tỉnh Granada, Tây Ban Nha. Theo điều tra dân số 2005 (INE), đô thị này có dân số là 741 người.
36°53′B 3°06′T / 36,883°B 3,1°T